# Maccabi Rishon LeZion B.C.
Il Maccabi Rishon LeZion B.C. è una società polisportiva di Rishon LeZion, in Israele, fondata nel 1953. Il Maccabi Rishon LeZion comprende altre sezioni attive nella pallamano e nel badminton.
Disputa le partite interne nel Maccabi Rishon LeZion Arena, che ha una capacità di 2.500 spettatori.

## Roster 2021-2022
Aggiornato al 5 aprile 2022.
|    | Naz.                                        | Ruolo | Sportivo          | Anno | Alt. | Peso | Note |
| -- | ------------------------------------------- | ----- | ----------------- | ---- | ---- | ---- | ---- |
| 0  | Stati Uniti (bandiera)                      | P     | Tu Holloway       | 1989 | 183  | 85   |      |
| 2  | Israele (bandiera)                          | P     | Yuval Sznaiderman | 2002 | 185  |      |      |
| 7  | Israele (bandiera)                          | G     | Guy Palatin       | 2000 | 192  |      |      |
| 8  | Stati Uniti (bandiera)                      | AP    | Anthony Brown     | 1992 | 201  | 101  |      |
| 9  | Israele (bandiera)                          | G     | Tal Peled         | 2002 | 193  | 85   |      |
| 10 | Stati Uniti (bandiera)                      | G     | Archie Goodwin    | 1994 | 196  | 93   |      |
| 11 | Israele (bandiera)                          | P     | Yuval Vernik      | 2002 | 188  |      |      |
| 13 | Stati Uniti (bandiera) · Israele (bandiera) | G     | Tamir Saban       | 1999 | 189  |      |      |
| 15 | Stati Uniti (bandiera)                      | C     | Kaleb Wesson      | 1999 | 208  | 113  |      |
| 20 | Stati Uniti (bandiera)                      | AG    | Diamon Simpson    | 1987 | 201  | 104  |      |
| 21 | Israele (bandiera)                          | AP    | Netanel Artzi     | 1997 | 198  | 89   |      |
| 24 | Israele (bandiera)                          | AP    | Eliran Hadad      | 1999 | 200  | 85   |      |
| 25 | Israele (bandiera)                          | AG    | Niv Baloul        | 1998 | 201  | 90   |      |

### Staff tecnico
| Allenatore: | Dror Cohen               |
| Assistente: | Alon Stein, Tony Younger |

## Palmarès
- Campionato israeliano: 1

2015-2016.
- Coppa di Lega: 1

2018.